# Polskie encyklopedie szkolne

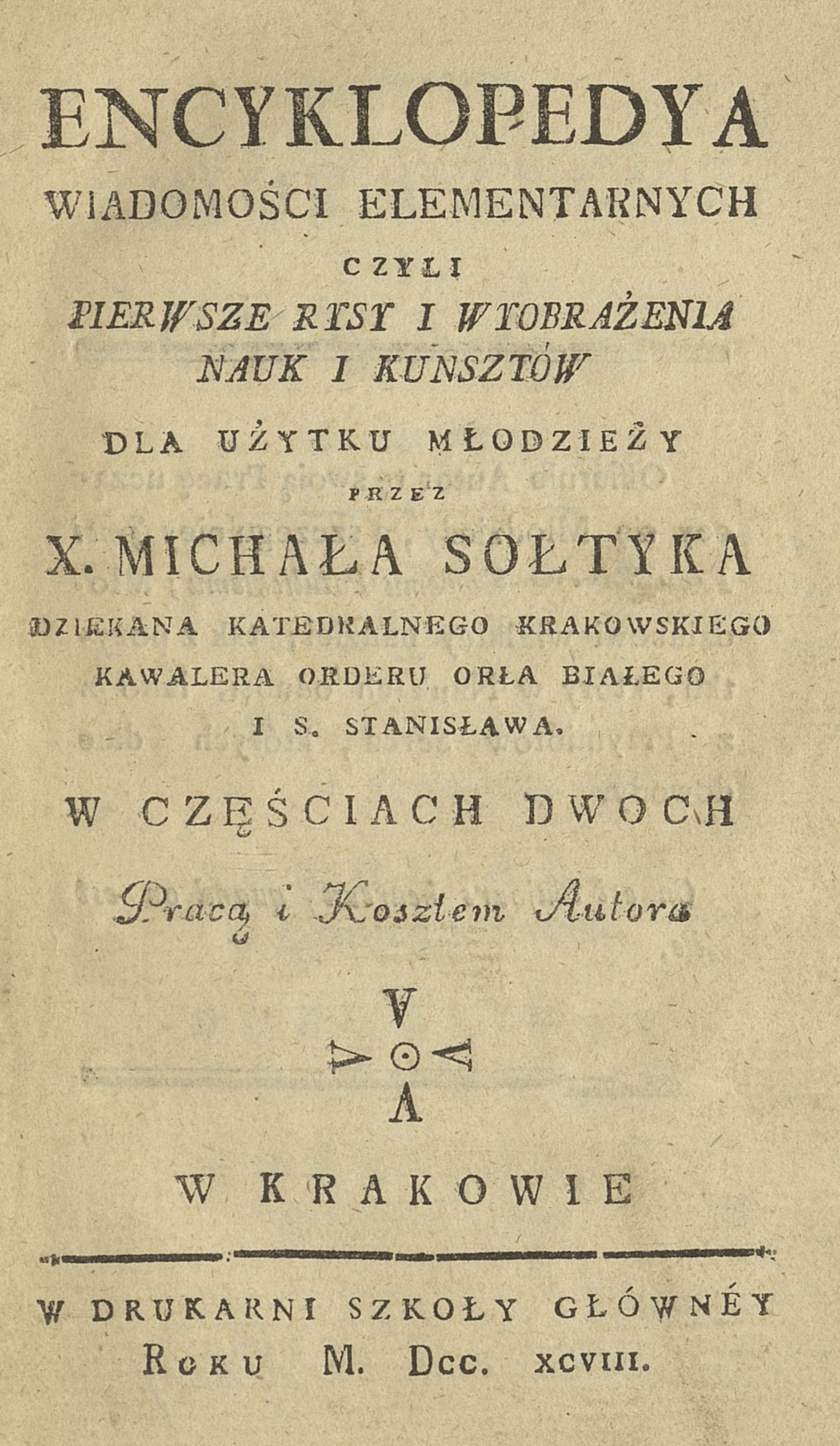
Encyklopedya Wiadomości Elementarnych, Michał Sołtyk 1798.

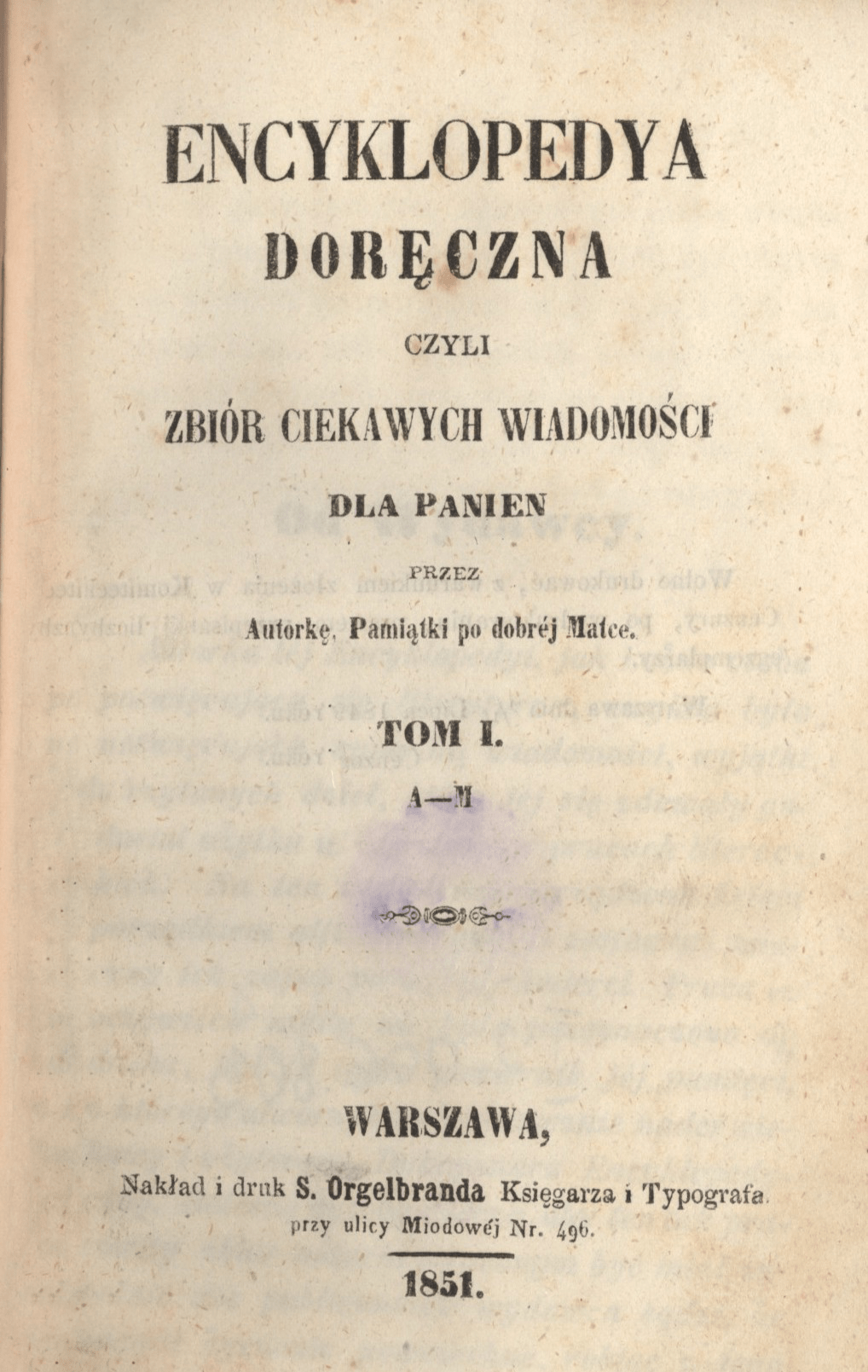
Encyklopedya doręczna, Klementyna Tańska-Hoffmanowa, 1851.

Polskie encyklopedie szkolne – polskie encyklopedie przeznaczone dla dzieci i młodzieży wydawane w kraju i za granicą od XVIII do XXI wieku .

## Historia
Pierwsze encyklopedie adresowane do dzieci oraz młodzieży szkolnej zaczęły się pojawiać w języku polskim już w XVIII wieku. Wydawnictwa tego typu Krótkie zebranie zarzutów ciekawych o rzeczach tego świata (...) (1777) oraz polsko-francuskie Krótkie zebranie wszystkich nauk ku pożytkowi młodzi obojej płci (...) (1787) miały charakter pozbawionych ilustracji słowników encyklopedycznych. Jedną z pierwszych takich książek jest także Encyklopedya Wiadomości Elementarnych Czyli Pierwsze Rysy I Wyobrażenia Nauk I Kunsztów: Dla Użytku Młodzieży wydana w 1798 roku w Krakowie przez Michała Sołtyka, dziekana katedry krakowskiej. Było to dwutomowe wydawnictwo zawierające podstawowe wiadomości oraz definicje z różnych dziedzin wiedzy takich jak gramatyka, fizyka, anatomia; rzemiosł jak rolnictwo i mechanika, a także sztuk jak muzyka oraz taniec. Nie miało ono układu alfabetycznego, ale układ rzeczowy, a odnajdywanie haseł ułatwiać miał zamieszczony w dziele spis treści .
W drugiej połowie XVIII wieku Towarzystwo do Ksiąg Elementarnych działające z ramienia Komisji Edukacji Narodowej również opracowało w języku polskim dwa historyczne słowniki encyklopedyczne przeznaczone dla uczniów szkół narodowych: Dykcjonarz starożytności dla szkół narodowych M. Furgaulta z 1779 oraz Dykcjonarz historyczny i geograficzny dla rozumienia autorów tak łacińskich, jako też z łacińskiego na polski tłomaczonych, osobliwie zaś klasycznych i sławnych naszego wieku poetów służący, na język polski przełożony z 1784 .
W pierwszej połowie XIX wieku nastąpił duży wzrost publikacji encyklopedycznych dla dzieci związanych z rozwojem szkolnictwa oraz unowocześnieniem metod edukacyjnych. Książki tego rodzaju stały się modne ale nie miały zasięgu masowego. Ze względu na ilustracje były zbyt kosztowne i trafiały raczej do dzieci oraz młodzieży posiadających zamożnych rodziców . Jedną z pierwszych publikacji tego typu była Księga elementarna dla oświecenia dzieci [...] wydana w 1817 roku we Wrocławiu w języku polskim w oficynie drukarskiej Korna . W tym okresie opublikowano także szereg innych publikacji tego rodzaju: Małe muzeum dla pilnych dzieci (1830), Encyklopedię dla małych dzieci w przekładzie Jana Juliana Szczepańskiego (1842), Zbiór wszystkich umiejętności dla młodocianego wieku niezbędnych J.M. Elkany (opracowanie dwujęzyczne polsko-francuskie, 1845–1856), Encyklopedię doręczną, czyli Zbiór ciekawych wiadomości dla panien Klementyny Hoffmanowej z 1851, Nową encyklopedię dla dzieci (1857) itp. Część z nich ze względu na koszty nie posiadała ilustracji .
W dwudziestoleciu międzywojennym nie ukazało się wiele publikacji tego typu, które byłyby przeznaczone wyłącznie dla dzieci. Mimo wielu encyklopedii jakie wydano w tym okresie przez wydawnictwa takie jak Trzaska, Evert i Michalski czy wydawnictwo Michała Arcta większość encyklopedii było przeznaczone dla dorosłych lub miało charakter ogólny . W latach 1933–1939 polskie wydawnictwo szkolne i naukowe Książnica-Atlas wydało we Lwowie ilustrowaną, pięciotomową encyklopedię przeznaczoną dla młodzieży szkolnej pt. Świat i życie. Zarys encyklopedyczny współczesnej wiedzy i kultury pod redakcją Zygmunta Łempickiego oraz Anny Chorowiczowej .
Również w okresie PRL sytuacja nie była lepsza. W latach 1945–1989 ze względu na zły stan ówczesnej poligrafii oraz liczne kryzysy w bloku komunistycznym wydawnictwa encyklopedii dla dzieci i młodzieży były nieliczne. Wydano wówczas książki: Polska, moja ojczyzna. Encyklopedia dla dzieci (1976) oraz O książce. Mała encyklopedia dla nastolatków (1987). Były one bogato ilustrowane, zawierały kolorowe ilustracje i w realiach prlowskich stały na wyższym poziomie edytorskim niż inne wydawnictwa popularne . 
Po roku 1990 uznawanym za datę graniczną komunizmu w Polsce nastąpił duży wzrost wydawnictw encyklopedycznych przeznaczonych dla dzieci i młodzieży. Według danych zebranych przez Agnieszkę Wandel w katalogu Biblioteki Narodowej oraz wybranych bibliotek publicznych, wydawnictw i księgarń w latach 1990–2015 w Polsce wydawano ok. 19 encyklopedii szkolnych rocznie co dawało w tym okresie sumę niemal 500 różnych wydawnictw tego typu .

## Lista encyklopedii dla dzieci i młodzieży

### Okres I RP
- Krótkie zebranie zarzutów ciekawych o rzeczach tego świata pod, zmysły nam podpadających i je zadziwiających ku pożytkowi młodzi zwięzłemi odpowiedziami ułatwione - rozdz. o świecie, jego właściwościach fizycznych, geograficznych, atmosferycznych, o wodzie itp., Józef Iwanicki, Berdyczów (1777)[4] [5] ,
- Dykcjonarz starożytności dla szkół narodowych M. Furgault, Warszawa, Drukarnia Michała Grölla 1779[2] ,
- Dykcjonarz historyczny i geograficzny dla rozumienia autorów tak łacińskich, jako też z łacińskiego na polski tłomaczonych, osobliwie zaś klasycznych i sławnych naszego wieku poetów służący, na język polski przełożony, Warszawa, 1784[2] ,
- Abrégé de toutes les sciences à l'usage des enfans de deux sexes; pour servir de suite au livre des enfans. Krótkie zebranie wszystkich nauk ku pożytkowi młodzi obojej płci albo część druga książki dla dzieci, encyklopedia dla młodzieży, Jean Henri Samuel Formey, Warszawa (1787)[5] ,
- Encyklopedya Wiadomości Elementarnych Czyli Pierwsze Rysy I Wyobrażenia Nauk I Kunsztów : Dla Użytku Młodzieży / Przez X. Michała Sołtyka, 2 tomy, Część I: O religji, językach, literach, druku, wymowie, rymotwórstwie, metafizyce, żeglarstwie, o monetach, mitologji itp. - Część II: o kunsztach: o rolnictwie, budownictwie, sztychu, snycerstwie, odlewaniu posągów, muzyce, tańcu, red. Michał Sołtyk, Jan Kanty Potulicki, Drukarnia Szkoły Głównej Koronnej, Kraków 1798,

### Okres zaborów Polski
- Księga elementarna dla oświecenia dzieci [...], wyd. przez W. B. Korna, ilustracje Godfryd Chodowiecki, Wrocław (1817)[1] ,
- Małe muzeum dla pilnych dzieci, T. 1–2. Warszawa: A. Brzezina, (1830)[1] ,
- Encyklopedia dla małych dzieci w przekładzie Jana Juliana Szczepańskiego (1842)[1] ,
- Encyklopedya doręczna; czyli, Zbiór ciekawych wiadomości dla panien, 2 tomy, t. I (167 s.), t. II (170 s.), Klementyna Tańska-Hoffmanowa, Berlin-Lipsk 1849-1851, wyd. 2, S. Orgelbrand, Warszawa, 1851,
- Zbiór wszystkich umiejętności dla młodocianego wieku niezbędnych, Michalina J. Elkana (opracowanie dwujęzyczne polsko-francuskie, 1845–1856)[1] ,
- Nowa encyklopedia dla dzieci, T.1-3, 952 strony, 40 tablic z rycinami, anonim P.D., (1857)[1] ,
- Ilustrowany abecadlnik historyczny dla dzieci polskich, Teofil Nowosielski, Warszawa nakładem A. Nowoleckiego, (1862)[1] ,
- Encyklopedya dla dzieci, t. I (346 s.), z 151 rysunkami, ułożyli Feliks Bogacki i Stanisław Krzemiński, Warszawa, nakł. Prawdy, druk. K. Kowalewskiego, 1891-1892[6] ,
- Księga ilustrowana wiadomości pożytecznych, 1 tom, ok. 1000 s., Warszawa, (1899)[1] ,

### Okres II RP
- Świat i życie. Zarys encyklopedyczny współczesnej wiedzy i kultury tomy 1-5, pod redakcją Zygmunta Łempickiego oraz Anny Chorowiczowej, Książnica-Atlas, Lwów 1933-1939[3] .

### Okres PRL
- Encyklopedia dla dzieci „Polska – moja Ojczyzna”, Warszawa 1976, Wiedza Powszechna[7]
- O książce. Mała encyklopedia dla nastolatków, Ossolineum, Wrocław 1987[8]  ISBN 83-04-01898-5
- Encyklopedia szkolna. Matematyka, 1 tom, (ok. 1000 haseł), 383 s. wraz z indeksami i tablicami, Wydawnictwa Szkolne i Pedagogiczne, Warszawa 1988[9]  ISBN 83-02-02551-8

### Okres III RP
- Ilustrowana encyklopedia dla dzieci, aut. Jane Elliot i Colin King ; współpr. Susan Crawford, Annabel Craig, Ingrid Cranfield, Sylvia Tate ; przekł. Józef Kołodziej, ISBN 83-85063-76-5, Res Polona, Łódź 1991.
- Ilustrowana encyklopedia szkolna, tłumaczenie angielskiego wydania Jerzy Kacperski, Fizyka s. 126, ISBN 83-85063-76-5, Chemia s. 128, ISBN 83-85063-75-7, Res Polona, Łódź 1992,
- Encyklopedia naukowa dla dzieci i młodzieży, 5 tomów, Andrzej Zasieczny, T. I - 174 s., T. II - 342 s., T. III - 510 s., T. IV - 678 s., T. V - 838s. ISBN 978-83-7319-038-2, Muza SA, Warszawa, (1999),
- Encyklopedia szkolna PWN: Geografia (4,5 tys. haseł), 707 s., 2002, Państwowe Wydawnictwo Naukowe
- Encyklopedia szkolna PWN: Biologia (6 tys. haseł), 616 s., 2002
- Encyklopedia szkolna PWN: Historia (6 tys. haseł), 688 s., 2002
- Encyklopedia szkolna PWN: Matematyka Fizyka Chemia (5 tys. haseł), 615 s., 2004
- Encyklopedia szkolna PWN: Literatura (5 tys. haseł), 616 s., 2003
- Encyklopedia szkolna PWN: Wiedza o społeczeństwie (3 tys. haseł), 613 s., 2009
- Encyklopedia szkolna WSiP: Biologia (3 tys. haseł, 1,2 tys. ilustracji), 1048 s., 2005 (wyd. 2), Wydawnictwo Szkolne i Pedagogiczne
- Encyklopedia szkolna WSiP: Geografia (2,7 tys. haseł, 1 tys. ilustracji), 788 s., 2006
- Encyklopedia szkolna WSiP: Nauka o języku (0,9 tys. haseł), 351 s., 2006
- Encyklopedia szkolna WSiP: Literatura Wiedza o kulturze (2 tys. haseł, 0,7 tys. ilustracji), 964 s., 2006
- Encyklopedia szkolna WSiP: Matematyka (1 tys. haseł), 513 s., 1997 (wyd. 3)
- Encyklopedia szkolna WSiP: Chemia (1,7 tys. haseł), 749 s., 2001
- Encyklopedia szkolna WSiP: Fizyka z astronomią (2,2 tys. haseł), 958 s., 2002
- Encyklopedia szkolna WSiP: Historia (2,5 tys. haseł, 1,4 tys. ilustracji, 1111 s., 2004 (wyd. 4)
- Encyklopedia szkolna WSiP: Literatura i wiedza o języku, 911 s., 1999 (wyd. 2)
- Encyklopedia dla młodzieży, 336 s., 1992, Larousse (wyd. BGW)
- Britannika – encyklopedia szkolna (edycja polska), 24 tomy + 2 tomy indeks, 1999-2001, wyd. Kurpisz,
- Szkolna encyklopedia, John Farndon, przekład z jęz. ang. Włodzimierz Kupis, Firma Księgarska Jacek i Krzysztof Olesiejuk - Inwestycje, 271 stron, mapy, ponad 700 haseł, ponad 750 kolorowych ilustracji ISBN 83-7423-039-8 (2004),
- Encyklopedia szkolna, 7000 haseł, 1500 kol. zdjęć, 60 map, Bellona ISBN 978-83-274-3438-8, 2015,
- Encyklopedia ilustrowana dla dzieci, t. 1, 400 stron, ilustracje, Przedsiębiorstwo Handlowo-Wydawnicze Fenix, ISBN 978-83-7932-146-9, Wierzchy Parzeńskie, 2016,
- Moja pierwsza encyklopedia, 128 stron, ilustracje kolorowe, P.H.W. Fenix, ISBN 978-83-7932-160-5, Bełchatów, 2018.